# ГЕС Sānbǎnxī
ГЕС Sānbǎnxī (三板溪水电站) — гідроелектростанція у центральній частині Китаю в провінції Ґуйчжоу. Знаходячись перед ГЕС Guàzhì, входить до складу каскаду на річці Qingshui, правій твірній Юаньцзян, котра впадає до розташованого на правобережжі Янцзи великого озера Дунтін.
В межах проекту річку перекрили кам'яно-накидною греблею із бетонним облицюванням висотою 186 метрів, довжиною 424 метра та шириною по гребеню 10 метрів. На час будівництва воду відвели за допомогою тунелю довжиною 0,73 км з перетином 16х18 метрів. Ліворуч від греблі розташована допоміжна споруда того ж типу висотою 51 метра та довжиною 234 метра. Разом вони утримують велике водосховище з площею поверхні 79,6 км2, об'ємом 3748 млн м3 (корисний об'єм 2616 млн м3) та нормальним рівнем поверхні на позначці 475 метрів НРМ. Під час повені об'єм може зростати до 4094 млн м3.
Через чотири тунелі з діаметром по 7 метрів ресурс подається до підземного машинного залу. Тут встановлено чотири турбіни типу Френсіс потужністю по 250 МВт, які забезпечують виробництво 2428 млн кВт-год електроенергії на рік.
Відпрацьована вода повертається у річку по двом коротким тунелям з діаметром по 12 метрів, при цьому у складі відвідної системи працюють два вирівнювальні резервуари довжиною по 62 метри з діаметром 24 метра.